# Martin Vetkal
Martin Vetkal (Tallin, 21 de febrero de 2004) es un futbolista estonio que juega en la demarcación de centrocampista para el F. C. Dordrecht de la Eerste Divisie.

## Selección nacional
Hizo su debut con la selección de fútbol de Estonia el 13 de octubre de 2023 en un partido de clasificación para la Eurocopa 2024 contra Azerbaiyán que finalizó con un resultado de 0-2 a favor del combinado azerí tras los goles de Toral Bayramov y Ramil Şeydayev.

## Clubes
| Club                 | País         | Año       | Partidos | Goles |
| -------------------- | ------------ | --------- | -------- | ----- |
| JK Tallinna Kalev II | Estonia      | 2019      | 8        | 0     |
| JK Tallinna Kalev    | Estonia      | 2019-2020 | 19       | 1     |
| A. S. Roma           | Italia       | 2023-2024 | 0        | 0     |
| IF Brommapojkarna    | Suecia       | 2024-2025 | 5        | 0     |
| F. C. Dordrecht      | Países Bajos | 2025-     |          |       |